# Scopula perfectaria
Scopula perfectaria är en fjärilsart som beskrevs av Walker 1861. Scopula perfectaria ingår i släktet Scopula och familjen mätare. Inga underarter finns listade.